# مطار التردد الإلزامي
مطار التردد الإلزامي (Mandatory frequency airport) هو مطار يحتوي على تردد إلزامي (MF) أو تردد إلزامي لحركة المرور (MTAF) أو راديو جوي/أرضي (A/G) هو مطار لا يحتوي على برج مراقبة ولكنه يتطلب من الطائرات القادمة والمغادرة التواصل مع الطائرات الأخرى أو مع مشغل راديو على تردد معروف منشور.
تعد مطارات التردد الإلزامية نادرة في الولايات المتحدة، ومن الأمثلة على ذلك مطار كيتشيكان الدولي (14 قانون اللوائح الفيدرالية 93.151)، لكنها شائعة في بلدان أخرى مثل كندا وأستراليا والمملكة المتحدة والنرويج؛ غالبًا ما يكون مطار التردد الإلزامي (MF) أو مطار التردد الإلزامي لحركة المرور (MTAF) واحدًا به خدمة ركاب مجدولة ولكن حركة مرور غير كافية لدعم برج المراقبة. إذا كان هناك متخصص في خدمة الطيران يراقب التردد، فسيقوم الأخصائي بإعطاء الطيارين نصائح حول حركة المرور والطقس وظروف السطح، وقد يقوم بترحيل تصاريح قواعد الطيران الآلي (IFR) من وحدات التحكم في الطريق، ولكن لا يمكنه إعطاء تصاريح بنفسه.
في المملكة المتحدة، يقال إن هذا النوع من المطارات يحتوي على خدمة راديو جوي/أرضي، باستخدام لاحقة إشارة النداء «راديو». يتم توفير ذلك في المطارات التي لديها مستوى معتدل فقط من حركة مرور (GA-VFR).
تشمل بعض الأمثلة على مطارات التردد الإلزامي (MF) في كندا مطار كينغستون / نورمان روجرز ومطار كوجواك.